# Voiland Építészmérnöki Főiskola
A Washingtoni Állami Egyetem fennhatósága alatt álló Voiland Építészmérnöki Főiskola az egyetem pullmani campusán működik, de a vancouveri és a Tri-Cities telephelyeken is folyik oktatás.

## Történet
Az iskola 1917-ben, a Washingtoni Állami Főiskola átszervezésekor jött létre Gépészeti és Műszaki Tudományok Főiskolája néven, azonban gépészmérnöki képzés már a WSU megalapításakor is folyt az intézményben. 2008 októberében a Vegyészmérnöki és Biomérnöki Iskolát a főiskolát és az ipart támogató erőfeszítéseik elismeréseként az 1969-ben itt végzett Gene Voiland és felesége, Linda tiszteletére Gene és Linda Voiland Vegyészmérnöki és Biomérnöki Iskolára keresztelték át; a főiskola mai nevét 2014-ben vette fel.

## Tanszékek
Az iskola az alábbi tanszékekből áll:
- Vegyészmérnöki és Biomérnöki Tanszék
- Település- és Környezetmérnöki Tanszék
- Tervezési és Építészeti Tanszék
- Villamosmérnöki és Számítástudományi Tanszék
- Alkalmazott Mérnöki Tudományok Tanszéke (Tri-Cities)
- Mérnökinformatikusi Tanszék (Vancouver)
- Mérnöktechnológiai Menedzsment Tanszék
- Gépészeti és Anyagtudományi Tanszék

## Fordítás
Ez a szócikk részben vagy egészben  a   Voiland College of Engineering and Architecture című angol Wikipédia-szócikk ezen változatának fordításán alapul.  Az eredeti cikk szerkesztőit annak laptörténete sorolja fel. Ez a jelzés csupán a megfogalmazás eredetét és a szerzői jogokat jelzi, nem szolgál a cikkben szereplő információk forrásmegjelöléseként.